# Alberto Prada
Alberto Prada Vega (Ponferrada, 19 gennaio 1989) è un calciatore spagnolo, difensore dell'Union Dietach.

## Statistiche

### Presenze e reti nei club
Statistiche aggiornate al 4 giugno 2021.
| Stagione               | Squadra                | Campionato             | Campionato | Campionato | Coppe nazionali | Coppe nazionali | Coppe nazionali | Coppe continentali | Coppe continentali | Coppe continentali | Altre coppe | Altre coppe | Altre coppe | Totale | Totale |
| Stagione               | Squadra                | Comp                   | Pres       | Reti       | Comp            | Pres            | Reti            | Comp               | Pres               | Reti               | Comp        | Pres        | Reti        | Pres   | Reti   |
| ---------------------- | ---------------------- | ---------------------- | ---------- | ---------- | --------------- | --------------- | --------------- | ------------------ | ------------------ | ------------------ | ----------- | ----------- | ----------- | ------ | ------ |
| 2011-2012              | Zamora CF              | SDB                    | 34         | 1          |                 | -               | -               |                    | -                  | -                  |             | -           | -           | 34     | 1      |
| 2012-2013              | Zamora CF              | SDB                    | 40         | 1          |                 | -               | -               |                    | -                  | -                  |             | -           | -           | 40     | 1      |
| 2013-2014              | Zamora CF              | SDB                    | 36         | 5          |                 | -               | -               |                    | -                  | -                  |             | -           | -           | 36     | 5      |
| 2014-mag. 2015         | Zamora CF              | SDB                    | 37         | 1          | CR              | 1               | 0               |                    | -                  | -                  |             | -           | -           | 38     | 1      |
| Totale Zamora CF       | Totale Zamora CF       | Totale Zamora CF       | 147        | 8          |                 | 1               | 0               |                    | -                  | -                  |             | -           | -           | 148    | 8      |
| mag.-lug. 2015         | Cadice                 | SDB                    | 3          | 0          |                 | -               | -               |                    | -                  | -                  |             | -           | -           | 3      | 0      |
| 2015-2016              | Ried                   | BL                     | 27         | 0          | CA              | 0               | 0               |                    | -                  | -                  | -           | -           | -           | 27     | 0      |
| 2016-2017              | Ried                   | BL                     | 20         | 0          | CA              | 0               | 0               |                    | -                  | -                  |             | -           | -           | 20     | 0      |
| Totale Ried            | Totale Ried            | Totale Ried            | 47         | 0          |                 | 0               | 0               |                    | -                  | -                  |             | -           | -           | 47     | 0      |
| 2017-2018              | Wiener Neustadt        | 1L                     | 13         | 1          | CA              | 0               | 0               |                    | -                  | -                  |             | -           | -           | 13     | 1      |
| 2018-2019              | Wiener Neustadt        | 1L                     | 27         | 3          | CA              | 4               | 0               |                    | -                  | -                  |             | -           | -           | 31     | 3      |
| Totale Wiener Neustadt | Totale Wiener Neustadt | Totale Wiener Neustadt | 40         | 4          |                 | 4               | 0               |                    | -                  | -                  |             | -           | -           | 44     | 4      |
| 2019-2020              | Vorwärts Steyr         | 1L                     | 29         | 3          | CA              | 2               | 1               |                    | -                  | -                  |             | -           | -           | 31     | 4      |
| 2020-2021              | Vorwärts Steyr         | 1L                     | 28         | 4          | CA              | 1               | 0               |                    | -                  | -                  |             | -           | -           | 29     | 4      |
| Totale Vorwärts Steyr  | Totale Vorwärts Steyr  | Totale Vorwärts Steyr  | 57         | 7          |                 | 3               | 1               |                    | -                  | -                  |             | -           | -           | 60     | 8      |
| Totale carriera        | Totale carriera        | Totale carriera        | 294        | 19         |                 | 8               | 1               |                    | -                  | -                  |             | -           | -           | 302    | 20     |